# Matylda (królowa Belgów)
Matylda, królowa Belgów z domu hrabianka d'Udekem d'Acoz urodzona jako Matylda Maria Krystyna Gislena d’Udekem d’Acoz (Mathilde Marie Christine Ghislaine d'Udekem d'Acoz, ur. 20 stycznia 1973 w Uccle) – belgijska logopeda i psycholog polskiego pochodzenia, członkini belgijskiej rodziny królewskiej; od 21 lipca 2013 królowa Belgów jako żona króla Filipa I.
Matylda d'Udekem d'Acoz urodziła się w 1973 roku w Uccle jako pierwsze dziecko Patryka d'Udekem d'Acoz i jego żony, Anny Marii. W 2000 król Belgów przyznał jej rodzinie tytuł hrabiów, dziedziczony w linii męskiej.
W 1994 ukończyła studia w Institut libre Marie Haps w Brukseli na kierunku logopedia, w 2002 Université catholique de Louvain w Louvain-la-Neuve na kierunku psychologia.
W 1999 poślubiła Filipa, księcia Brabancji, z którym ma czworo dzieci: Elżbietę, księżną Brabancji (ur. 2001), księcia Gabriela (ur. 2003), księcia Emmanuela (ur. 2005) i księżniczkę Eleonorę (ur. 2008).
Po ślubie otrzymała tytuł Jej Królewskiej Wysokości Księżnej Brabancji. Po abdykacji teścia w 2013 i wstąpieniu na tron męża, została Jej Królewską Mością Królową Belgów. Jest pierwszą w historii królową tego kraju, pochodzącą z Belgii. Królowa uczestniczy w oficjalnych wizytach dyplomatycznych, wydarzeniach odbywających się w królestwie i poświęca się działalności charytatywnej.

## Pochodzenie
Matylda d’Udekem d’Acoz urodziła się 20 stycznia 1973 roku w Uccle na przedmieściach Brukseli. Jest najstarszym z pięciorga dzieci hrabiego Patricka d’Udekem d’Acoz (1936–2008) i hrabianki (obecnie hrabiny) Anny Komorowskiej (ur. 24 września 1946 w Białogardzie) Polki, wnuczki Adama Zygmunta Sapiehy. Jej rodzeństwo to:
- hrabianka Maria Alix d’Udekem d’Acoz (1974–1997; zginęła w wypadku samochodowym),
- hrabianka Elżbieta d’Udekem d’Acoz (ur. 17 stycznia 1977),
- hrabianka Helena d’Udekem d’Acoz (ur. 22 września 1979),
- hrabia Karol Henryk d’Udekem d’Acoz (ur. 13 maja 1985).

Przyszła królowa dzieciństwo spędziła w pałacu Losange w Villers-la-Bonne-Eau.

## Edukacja
Matylda uczęszczała najpierw do szkoły podstawowej w Bastogne, a następnie do Institut de la Vierge Fidèle w Brukseli, gdzie zdała maturę. Następnie studiowała logopedię w Institut Libre Marie Haps w Brukseli, którą ukończyła z wyróżnieniem w 1994 roku. Przed ślubem prowadziła własną praktykę, pracowała również z autystycznymi dziećmi. Po ślubie studiowała natomiast psychologię na Katolickim Uniwersytecie w Lowanium, którą ukończyła z wyróżnieniem w 2002 roku.
Królowa Matylda mówi biegle po francusku, niderlandzku, angielsku i włosku. Porozumiewa się także w języku hiszpańskim (częściowo), natomiast po polsku potrafi powiedzieć kilka zdań.
Królowa ma szerokie zainteresowania. Uwielbia muzykę, sztukę, literaturę oraz sport (szczególnie tenis i pływanie).

## Życie prywatne
W 1996 roku Matylda poznała starszego od niej o trzynaście lat Filipa, księcia Brabancji, w czasie gry w tenisa. Filip był synem panującej belgijskiej pary królewskiej, króla Alberta II i królowej Paoli oraz następcą tronu. Zaręczyny ogłoszono 13 września 1999, co było wydarzeniem niespodziewanym, bowiem relacja księcia utrzymana była w tajemnicy przed mediami.
4 grudnia 1999 para zawarła cywilny związek małżeński w brukselskim ratuszu w czasie ceremonii, w której użyto języka francuskiego, flamandzkiego i niemieckiego. Następnie miał miejsce ślub religijny w katedrze Świętego Michała i Świętej Guduli. Panna młoda, będąca pochodzenia flamandzkiego przed ślubem mieszkała w Walonii, co miało duże znaczenie dla nadziei na złagodzenie waśni pomiędzy podzielonymi etnicznie Belgami. W uroczystości wzięli udział przedstawiciele wielu rodzin książęcych i królewskich, w tym przedstawiciele polskich rodów Komorowskich i Sapiehów, a także monarchowie Grecji, Danii, Liechtensteinu, Luksemburga, Niderlandów, Norwegii, Szwecji i Hiszpanii.
Po ślubie Matylda otrzymała tytuł Jej Królewskiej Wysokości Księżnej Brabancji. Małżonkowie pojawili się na balkonie Pałacu Królewskiego w towarzystwie swoich rodziców, a następnie udali się na przyjęcie weselne w pałacu w Laeken. Para spędziła miesiąc miodowy w miejscu zatajonym przed mediami.
W maju 2001 rodzina królewska ogłosiła pierwszą ciążę księżnej Brabancji. 25 października 2001 w Erasmus Hospital w Brukseli urodziła się córka pary, księżniczka Elżbieta Teresa Maria Helena. Dziewczynka, zgodnie z belgijskim prawem, zajęła drugie miejsce w linii sukcesji tronu i została pierwszą w 171-letniej historii kraju kobietą, która urodziła się jako przyszła dziedziczka tronu i nie mogła zostać wyprzedzona przez narodziny młodszego brata. W 2013, po abdykacji króla Alberta II, Elżbieta została następczynią tronu i księżną Brabancji.
20 sierpnia 2003 w Erasmus Hospital w Brukseli księżna Matylda urodziła drugie dziecko, syna, księcia Gabriela Baudouina Karola Marię, który zajął trzecie miejsce w linii sukcesji belgijskiego tronu.
14 kwietnia 2005 poinformowano, że para książęca spodziewa się narodzin trzeciego dziecka. Ich syn, książę Emmanuel Leopold Wilhelm Franciszek Maria, przyszedł na świat 4 października 2005 w Erasmus Hospital w Brukseli.
Czwarta ciąża księżnej została ogłoszona 4 października 2007. Druga córka pary urodziła się 16 kwietnia 2008 w Erasmus Hospital w Brukseli i otrzymała imiona Eleonora Fabiola Wiktoria Anna Maria. Wpisana została na piąte miejsce w linii sukcesji belgijskiego tronu.

## Królowa Belgów
Gdy 21 lipca 2013 r. Filip został królem po abdykacji swojego ojca, króla Alberta II, Matylda stała się pierwszą królową urodzoną w Belgii. Poprzednie królowe pochodziły z:
- Paola Ruffio di Calabria (ur. 11 września 1937) z Włoch,
- Fabiola de Mora (ur. 11 czerwca 1928) z Hiszpanii,
- Astrid Bernadotte (1905–1935) ze Szwecji,
- Elżbieta Gabriela Wittelsbach (1876–1965) z Niemiec,
- Maria Henrietta Habsburg (1836–1902) z Austrii,
- Ludwika Maria Orleańska (1812–1850) z Francji.

Od wstąpienia męża na tron może korzystać z prawa występowania w białym stroju podczas audiencji u papieża, tzw. przywilej bieli.

## Odznaczenia
- 1999 – Wielka Wstęga Orderu Leopolda (Belgia)[14]
- 2000 – Krzyż Wielki Orderu Izabeli Katolickiej (Hiszpania)[15]
- 2001 – Krzyż Wielki Orderu Gwiazdy Polarnej (Szwecja)[16]
- 2003 – Krzyż Wielki Orderu Świętego Olafa (Norwegia)[17]
- 2004 – Krzyż Wielki Orderu Róży (Finlandia)[18]
- 2004 – Krzyż Wielki Orderu Zasługi (Polska)[19]
- 2006 – Krzyż Wielki Orderu Oranje-Nassau (Holandia)[20]
- 2006 – Krzyż Wielki Orderu Chrystusa (Portugalia)[21]
- 2007 – Krzyż Wielki Orderu Zasługi Adolfa de Nassau (Luksemburg)[22]
- 2010 – Krzyż Wielki Orderu Grobu Świętego (Watykan)[23]
- 2015 – Order Orła Białego (Polska)[24]
- 2017 – Order Słonia (Dania)[25]

## Genealogia
Matka królowej Matyldy, Anna Maria, pochodziła z polskiego rodu Komorowskich. Urodziła się w Białogardzie, ale większość swojego życia spędziła poza granicami Polski. Matylda spokrewniona jest z byłym prezydentem Polski, Bronisławem Komorowskich. Poprzez rodzinę Komorowskich królowa jest daleką potomkinią Giedymina, wielkiego księcia litewskiego.
Babcią królowej była Zofia, księżniczka z rodu Sapiehów. Poprzez tę linię królowa jest potomkinią Szymona, wielkiego księcia Litwy, panującego w XV wieku, poprzez dwóch jego synów.

### Przodkowie
| Prapradziadkowie                                              | Jacques Albert d’Udeken d’Acoz (1828–1900) ∞1860 Alice de Kerchove (1835–1877)       | Gustave Joseph van Eyll (1838–1877) ∞ Marie Louise van Goethem (1834–1863)           | Eugene van Outryve d’Ydewalle (1830–1901) ∞1866 Laurence Caroline de Serret (1836–1910)                    | Desire Charles de Thibault de Boesinghe (1837–1909) ∞1867 Marie Isabelle Frennelet (1843–1881)             | Leon Wilhelm Komorowski (1849–1900) ∞1872 Krystyna Antonina Zbijewska (1850–1916)         | Ambroży Zaborowski (1850–1899) ∞1870 Michalina Miączyńska (1848–1927)                     | Władysław Leon Sapieha (1853–1920) ∞1881 Elżbieta Konstancja Potulicka (1859–1947)        | Michał Maria Sobański (1858–1934) ∞1889 Ludwika Maria Wodzicka (1857–1944)                |
| Pradziadkowie                                                 | Maximilien François d’Udekem d’Acoz (1861–1921) ∞1884 Marie van Eyll (1863–1935)     | Maximilien François d’Udekem d’Acoz (1861–1921) ∞1884 Marie van Eyll (1863–1935)     | Clement Paul van Outryve d’Ydewalle (1876–1942) ∞1897 Madeleine Marie de Thibault de Boesinghe (1876–1931) | Clement Paul van Outryve d’Ydewalle (1876–1942) ∞1897 Madeleine Marie de Thibault de Boesinghe (1876–1931) | Michał Komorowski (1875–1950) ∞1904 Maria Zaborowska (1875–1953)                          | Michał Komorowski (1875–1950) ∞1904 Maria Zaborowska (1875–1953)                          | Adam Zygmunt Sapieha (1892–1970) ∞1918 Teresa Sobańska (1891–1975)                        | Adam Zygmunt Sapieha (1892–1970) ∞1918 Teresa Sobańska (1891–1975)                        |
| Dziadkowie                                                    | Charles d’Udekem d’Acoz (1885–1968) ∞1933 Suzanne van Outryve d’Ydewalle (1898–1983) | Charles d’Udekem d’Acoz (1885–1968) ∞1933 Suzanne van Outryve d’Ydewalle (1898–1983) | Charles d’Udekem d’Acoz (1885–1968) ∞1933 Suzanne van Outryve d’Ydewalle (1898–1983)                       | Charles d’Udekem d’Acoz (1885–1968) ∞1933 Suzanne van Outryve d’Ydewalle (1898–1983)                       | Leon Michał Korczak Komorowski (1907–1992) ∞1942 Zofia Maria Sapieha-Kodeńska (1919–1997) | Leon Michał Korczak Komorowski (1907–1992) ∞1942 Zofia Maria Sapieha-Kodeńska (1919–1997) | Leon Michał Korczak Komorowski (1907–1992) ∞1942 Zofia Maria Sapieha-Kodeńska (1919–1997) | Leon Michał Korczak Komorowski (1907–1992) ∞1942 Zofia Maria Sapieha-Kodeńska (1919–1997) |
| Rodzice                                                       | Patrick d’Udekem d’Acoz (1936–2008) ∞1971 Anna Maria Korczak Komorowska (1946)       | Patrick d’Udekem d’Acoz (1936–2008) ∞1971 Anna Maria Korczak Komorowska (1946)       | Patrick d’Udekem d’Acoz (1936–2008) ∞1971 Anna Maria Korczak Komorowska (1946)                             | Patrick d’Udekem d’Acoz (1936–2008) ∞1971 Anna Maria Korczak Komorowska (1946)                             | Patrick d’Udekem d’Acoz (1936–2008) ∞1971 Anna Maria Korczak Komorowska (1946)            | Patrick d’Udekem d’Acoz (1936–2008) ∞1971 Anna Maria Korczak Komorowska (1946)            | Patrick d’Udekem d’Acoz (1936–2008) ∞1971 Anna Maria Korczak Komorowska (1946)            | Patrick d’Udekem d’Acoz (1936–2008) ∞1971 Anna Maria Korczak Komorowska (1946)            |
| Matylda d’Udekem d’Acoz (ur. 20 stycznia 1973) Królowa Belgów |                                                                                      |                                                                                      | | |                                                                                           |                                                                                           |                                                                                           |                                                                                           |